# Pueblo Wají
El pueblo wají (en urdu: وخی‎ «Wakhi»; en ruso: Ваханцы; en chino: 瓦汗 o 瓦罕), también conocido localmente como Khik (خیک), son un grupo étnico iraní originario de Asia Central y del Sur. Se encuentran en Afganistán, Tayikistán, Pakistán y China, situados principalmente en y alrededor del corredor Wakhan de Afganistán, la parte más septentrional de Gilgit-Baltistán en Pakistán, la región autónoma de Gorno-Badakhshan en Tayikistán y las áreas del sudoeste de la región autónoma uigur de Xinjiang en China. Los wají son hablantes nativos del idioma wají, un idioma del este de Irán.

## Nombre
El pueblo wají se refiere a sí mismo como khik y a su idioma como khik zik. El exónimo Wakhī, que les dan sus vecinos, se basa en Wux̌, el nombre local de la región de Wakhan, derivado de *Waxšu, el antiguo nombre del río Oxus (Amu Darya), que es un río importante formado por el cruce de los ríos Vakhsh y Panj en la frontera entre Tayikistán y Afganistán. 

## Demografía

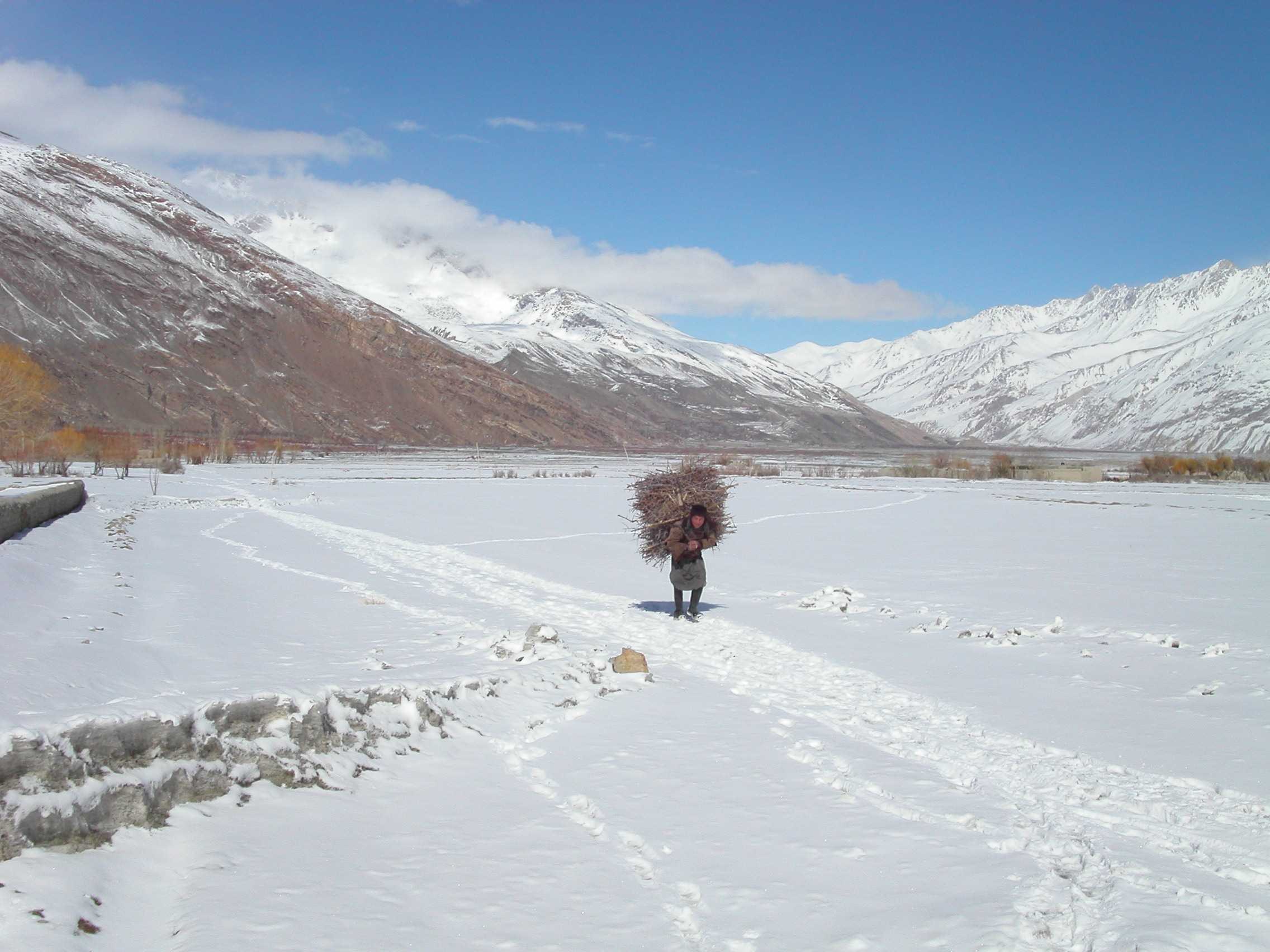
El Corredor Wakhan bajo una ligera nevada, con un hombre wají recogiendo leña.

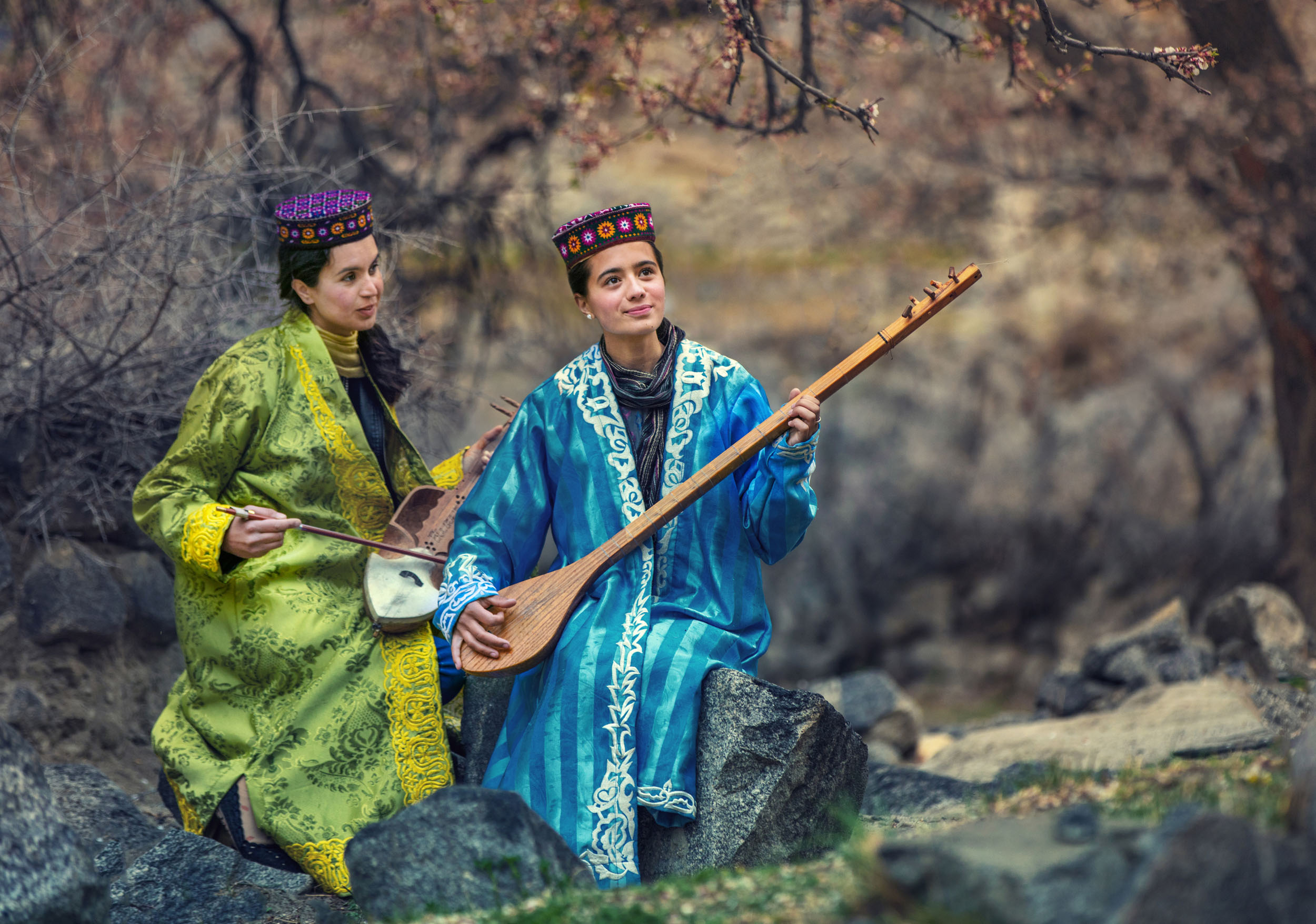
Músicos wají en Gulmit, Gilgit-Baltistán, Pakistán.

Los hablantes étnicos de wají tienen una población total de entre 50.000 a 58.000 habitantes. La población se divide entre cuatro países: Afganistán, Tayikistán, Pakistán y la región Xinjiang de China. El pueblo wají ha sido colono de sus tierras durante cientos, si no miles, de años. Las maquinaciones del Gran Juego durante los siglos dieciocho y diecinueve crearon fronteras que separaron el gran cuerpo de los wajís para vivir en cuatro países.
En Tayikistán, los wají son habitantes del distrito de Roshtqal'a y del distrito de Ishkoshim de la región autónoma de Gorno-Badakhshan.
En Afganistán, los wají viven principalmente en la región de Wakhan de la provincia de Badakhshan.
En Gilgit-Baltistan, en el norte de Pakistán, los wají viven predominantemente en la región superior de Hunza, conocida popularmente como Gojal. Los hablantes de wají también viven en el valle de Ishkoman del distrito de Ghizer y en algunas aldeas del valle de Yasin.
En Pakistán, los wají también viven en Broghal en el distrito de Chitral, provincia de Khyber Pakhtunkhwa .
En China, los wají son habitantes del condado autónomo tayiko de Taxkorgan, un área administrativa dentro de la prefectura de Kashgar en Xinjiang, principalmente en el municipio de Dafdar .
En China, el pueblo wají, junto con el pueblo Sarikoli, son reconocidos oficialmente como "tayikos", con estatus de minoría étnica autónoma. En Afganistán, se les llama oficialmente "Pamiri". En Tayikistán, el estado los reconoce como "tayikos", pero se identifican a sí mismos como "Pamiri". En Pakistán, se refieren a sí mismos como "wají" o "Pamiri" o "Gujali".[cita requerida]
Los wají se adhieren predominantemente al Islam Nizari Ismaili Shia, que se considera su religión étnica y son seguidores del Aga Khan.

## Economía
Los wají son principalmente nómadas, dependiendo de sus manadas de yaks y caballos. A menudo tienen dos residencias, una para el invierno y otra para el verano. Sus casas están construidas de piedra y césped.

## Preservación cultural
Activistas e investigadores han estado trabajando para preservar y registrar el idioma del pueblo wají y han desarrollado ortografías wají utilizando las escrituras árabe, cirílica y latina.
En 1990, los Gojali wajís de Pakistán establecieron la "Asociación Cultural wají Tajik", cuyo objetivo era preservar, documentar y publicar su "cultura local". La asociación introdujo un guion que se aplicó en los libros de texto lingüísticos y literarios, y organizó festivales culturales. Radio Gilgit de Radio Pakistán también transmitió un programa diario en idioma wají llamado Bam-e Dunya ("Techo del mundo").